# Scapinova šibalství

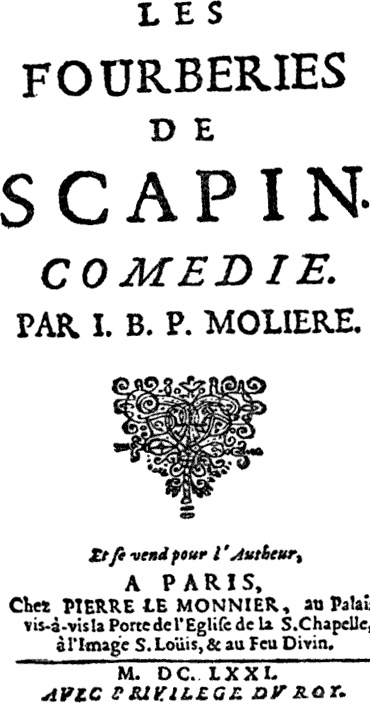
Titulní strana prvního vydání

Scapinova šibalství je intrikářská komedie o třech dějstvích francouzského dramatika Moliéra. Titulní postava Scapin je podobná archetypické postavě Scapina. Hra byla poprvé uvedena 24. května 1671 v divadle Palais-Royal v Paříži.

## Charakteristika
Původní hra je ve francouzštině, ale stejně jako mnoho Molièrových her byla přeložena do mnoha různých jazyků. Mezi adaptace v angličtině patří The Cheats of Scapin z roku 1676 od Thomase Otwaye a Scapino od Franka Dunlopa a Jima Dalea v roce 1974, který také dále upravil Noyce Burleson. Bill Irwin a Mark O'Donnell také adaptovali hru, jako Scapin, v roce 1995.
Scapin se snaží zejména obohatit, a proto je zápletkou nabídnutí jeho pomoci zámožnému pánu, který potřebuje zrušit sňatek svojí dcery.